# Marc Hottiger
Marc Hottiger (Lausanne, 7 november 1967) is een voormalig profvoetballer uit Zwitserland, die als verdediger speelde. Hij beëindigde zijn actieve loopbaan in 2002 bij FC Sion.

## Clubcarrière
Hottiger speelde in zijn jeugdjaren voor FC Renens, waarna hij doorbrak bij Lausanne Sports. Daarna verdedigde hij de kleuren van achtereenvolgens FC Sion, Newcastle United, Everton, Lausanne Sports en FC Sion. Met Lausanne Sports won hij tweemaal de Zwitserse beker (1998 en 1999).

## Interlandcarrière
Hottiger kwam in totaal 64 keer (vijf doelpunten) uit voor de nationale ploeg van Zwitserland in de periode 1989–1996. Onder leiding van de Duitse bondscoach Uli Stielike maakte hij zijn debuut op 11 oktober 1989 in de WK-kwalificatiewedstrijd tegen België (2-2) in Basel, net als Philippe Douglas (Lausanne Sports) en Adrian Knup (FC Luzern). Hij viel in dat duel na 79 minuten in voor aanvaller Stéphane Chapuisat. Hottiger nam met zijn vaderland deel aan het WK voetbal 1994 en het EK voetbal 1996.

## Erelijst
Lausanne Sports
- Zwitserse beker

1998 en 1999